# Leptoplanoidea
Super-famille
Les Leptoplanoidea sont une super-famille de vers plats marins, du sous-ordre des Acotylea et de l'ordre des Polycladida.

## Taxinomie

### Leptoplanoidea
Le nom valide complet (avec auteur) de ce taxon est Leptoplanoidea Faubel, 1984.
Leptoplanoidea a pour synonyme :
- Schematommatidea Bock, 1913

### Liste des familles de Leptoplanoidea
Selon la base de données World Register of Marine Species (12 novembre 2023), la super-famille des Leptoplanoidea regroupe les familles suivantes :
- Famille des Candimboididae Faubel, 1983
- Famille des Faubelidae Özdikmen, 2010
- Famille des Gnesiocerotidae Marcus & Marcus, 1966
- Famille des Leptoplanidae Stimpson, 1857
- Famille des Mucroplanidae Faubel, 1983
- Famille des Notocomplanidae Litvaitis, Bolaños & Quiroga, 2019
- Famille des Notoplanidae Marcus & Marcus, 1966
- Famille des Palauidae Faubel, 1983 (vide d'espèce)
- Famille des Pleioplanidae Faubel, 1983
- Famille des Pseudostylochidae Faubel, 1983
- Famille des Stylochoplanidae Faubel, 1983

Synonymes
- Famille des Notocirridae Faubel, 1983, acceptée comme Faubelidae Özdikmen, 2010

### Publication originale
- (en) Anno Faubel, « The Polycladida, Turbellaria. Proposal and establishment of a new system. Part II. The Cotylea », Mitteilungen des hamburgischen zoologischen Museums und Instituts, 1984, vol. 81, p. 189–259.